# 47 رونين
47 رونين (بالإنجليزية: 47 Ronin)‏ هو فيلم حركة أُصدر في الولايات المتحدة سنة 2013.

## طاقم التمثيل
- كيانو ريفز
- رينكو كيكوتشي
- اكانيشي جين

## القصة
بعد أن قام أمراء الحرب الغادرون بقتل معلمهم ونفيهم، يتعهد 47 محارباً من الساموراي بالسعي إلى الثأر واستعادة شرفهم. وبينما يتم إبعادهم قسراً عن بلادهم ليتفرقوا في أرجاء الأرض، يضطر هذا الفريق من المحاربين إلى طلب مساعدة كاي (ريفز) الذي ينتمي إلى سلالة قاموا بطردها من قبل، حيث يناضلون في طريقهم عبر عالم شرس يمتلئ بالوحوش الأسطورية والسحر والرعب. وبعد أن صار هذا المحارب المنفي عبداً لهم، أصبح سلاحهم الأكثر فتكاً، ليتحول كاي إلى البطل الذي يلهم هذه الفرقة من المتمردين للوصول على الخلود

## الميزانية والإيرادات
بلغت تكلفة إنتاج الفيلم حوالي200 مليون دولار.
وهذا البزخ واضح في جميع المشاهد

## وصلات خارجية
- 47 رونين على موقع IMDb (الإنجليزية)
- 47 رونين على موقع ميتاكريتيك (الإنجليزية)
- 47 رونين على موقع روتن توميتوز (الإنجليزية)
- 47 رونين على موقع نتفليكس (الإنجليزية)
- 47 رونين على موقع قاعدة بيانات الأفلام العربية
- 47 رونين على موقع ألو سيني (الفرنسية)
- 47 رونين على موقع Turner Classic Movies (الإنجليزية)
- 47 رونين على موقع أول موفي (الإنجليزية)
- 47 رونين على موقع بوكس أوفيس موجو (الإنجليزية)
- 47 رونين على موقع فيلمافينيتي (الإسبانية)